# 柴田博一
柴田 博一（しばた ひろかず、1932年（昭和7年）9月27日 - 2014年（平成26年）12月5日）は、日本の実業家。元キーコーヒー株式会社名誉会長、代表取締役会長、社長。同社創業家2代目で、父は創業者の柴田文次。

## 略歴
浅野高等学校、早稲田大学政治経済学部卒業。1957年家業の株式会社木村コーヒー店（現キーコーヒー株式会社）入社。1970年同社代表取締役社長、1994年代表取締役会長に就任。全日本コーヒー協会会長、全日本コーヒー公正取引協議会副会長、東日本コーヒー商工組合常務理事を歴任した。日本におけるコーヒー業界の発展に尽力し、1981年にはブラジル連邦政府よりサンフランシスコ・グランクルス勲章、1990年に藍綬褒章、2002年に勲四等旭日小綬章を受章した。
2014年12月5日、肺炎のため死去。